# ジョン・ブライアン・テイラー
ジョン・ブライアン・テイラー（John Brian Taylor、1946年12月8日 - ）は、アメリカ合衆国の経済学者。フーヴァー研究所主席研究員（the Bowen H. and Janice Arthur McCoy Senior Fellow）、スタンフォード大学経済学部教授（the Mary and Robert Raymond Professor of Economics）。
彼の業績として、中央銀行が政策金利を決定する際のルールとして、テイラー・ルールを1993年の論文、"Discretion versus policy rules in practice"で発表した。

## 略歴
ニューヨーク州ヨンカーズに生まれ、1968年にプリンストン大学で経済学の学士号を取得、1973年にスタンフォード大学で経済学の博士号を取得した。1973年から1980年にかけてコロンビア大学で、1980年から1984年にかけてウッドロー・ウィルソン行政大学院（en）で教鞭をとり、スタンフォード大学に戻った。彼は教職において学部課程の教育に対してホーグランド賞、入門経済学講座の賞としてローズ賞を獲得し、現在スタンフォード大学で入門経済学講座を指導している。
金融政策の専門家としても知られており、1976年から1977年にかけて大統領経済諮問委員会（CEA）上席経済顧問に就任、1989年から1991年にかけてジョージ・H・W・ブッシュ政権下ではCEA委員を務めた。2001年から2005年にはジョージ・W・ブッシュ政権下で、アメリカ合衆国国際担当財務次官に就任、イラク戦争で荒廃したイラクの金融政策の再建に取り組んだ。2009年にトムソン・ロイター引用栄誉賞受賞。

## 学術的貢献
テイラーは合理的期待仮説のもとで、マクロ経済モデルを解く数理的手法の発展に貢献した。1977年、スタンレー・フィッシャーと同時期に、テイラーとエドムンド・フェルプスは、賃金が下方硬直（sticky、粘着的）の場合、すべての労働者と企業が合理的期待を持っているならば、金融政策が経済の自動安定化に有用であることを示した。トーマス・サージェントやNeil Wallaceが主張した理論—-合理的期待形成のもとでは金融政策は経済の自動安定化には無効であるという理論--と真っ向から対立したため、この論文はとても重要である。テイラー、フェルプス、フィッシャーは、サージェントやWallaceが理論の前提とした仮定が合理的期待形成ではなく、完全に価格が柔軟に動くということを前提としていることを示した。
テイラーのモデルであるoverlapping wage contractは、ケインズ経済学の伝統的なIS-LMモデルからミクロ経済を元にした合理的期待形成仮説に基づいたニュー・ケインジアンのマクロ経済モデルを再構築する際のブロックの一つとなっている。ニュー・ケインジアンの経済学者はどの金融政策のルールが景気循環による社会的費用を効率的に減らすことが出来るかについて研究してきた。テイラーの1993年の論文（"Discretion versus policy rules in practice"）は、単純で効率的な中央銀行の金融政策は、短期金利を操作することで経済の行き過ぎの状態をコントロールすることだった。つまり、経済が過熱気味の時には短期金利を切り上げ、その逆の時には短期金利を切り下げるというものである。テイラーが示した式はテイラー・ルールとして知られ、中央銀行の政策決定に広く使用されている。

## 世界金融危機への批判
テイラーは世界金融危機 (2007年-2010年)の原因について、米国及び各国政府がマクロ経済政策を誤ったこと指摘している。とりわけ、アラン・グリーンスパン時代に、FRBが過度なまでの低金利政策を採用し住宅バブルを引き起こしたと糾弾している。テイラーはまた、連邦住宅抵当公庫（ファニー・メイ）、連邦住宅金融抵当公庫（フレディ・マック）が住宅バブルに拍車をかけたと指弾する。
2008年11月、テイラーはウォール・ストリート・ジャーナルに寄稿し、経済の下降局面において戦う4つの手段を述べた。
また、テイラーはこう指摘している。

## 主な著作
（日本語訳）
- （ロバート・M・ソロー、ベンジャミン・M・フリードマンと共編）『インフレ、雇用、そして金融政策――現代経済学の中心的課題』、秋葉弘哉・大野裕之共訳、ピアソンエデュケーション、1999年
- 「低インフレ、デフレ、そして将来の物価安定に向けた金融政策」、『金融研究』、第19巻第4号、日本銀行金融研究所、2000年
- 『テロマネーを封鎖せよ――米国の国際金融戦略の内幕を描く』、中谷和男訳、日経BP社、2007年
- 『脱線FRB』、竹森俊平・村井章子共訳、日経BP社、2009年

（原書）
- Phelps, Edmund S.; John B. Taylor (1977). “Stabilizing powers of monetary policy under rational expectations”. Journal of Political Economy 85 (1):  pp.163-190.
- Taylor, John B. (1979). “Staggered wage setting in a macro model”. American Economic Review 69 (2):  pp.108-113.（Reprinted in N.G. Mankiw and D. Romer, eds., (1991), New Keynesian Economics, MIT Press.）
- Taylor, John B. (1979). “Estimation and control of a macroeconomic model with rational expectations”. Econometrica 47 (5):  pp.1267-86.
- Taylor, John B. (1986), 'New econometric approaches to stabilization policy in stochastic models of macroeconomic fluctuations'. Ch. 34 of Handbook of Econometrics, vol. 3, Z. Griliches and M.D. Intriligator, eds. Elsevier Science Publishers.
- Taylor, John B. (1993). “Discretion versus policy rules in practice”. Carnegie-Rochester Conference Series on Public Policy 39:  pp.195-214.
- Taylor, John B. (1999). “7”. In John B. Taylor. An historical analysis of monetary policy rules. Monetary Policy Rules. University of Chicago Press（Paperback edition (2001): ISBN 0226791254.）
- Taylor, John B. (2009). Getting Off Track. Hoover Institution Press. ISBN 0817949712（日本語訳：（ジョン・ブライアン・テイラー（村井章子・訳）『脱線FRB』日経BP社、2009年。ISBN 9784822247775。
- Scott, Kenneth E.; George P. Shultz, and John B. Taylor (2010). Ending Government Bailouts as We Know Them. Hoover Institution Press. ISBN 0817911243

## 関連事項
- ニューケインジアン